# Cálculo felicífico
El felicific calculus (cálculo de la felicidad) es un algoritmo formulado por Jeremy Bentham, para calcular el grado de felicidad que causa una acción específica, y, por lo tanto, de rectitud moral. También se lo conoce por cálculo utilitario o cálculo hedonista.
Fue propuesto por Bentham como parte de su proyecto de hacer a las normas morales aptas para el tratamiento científico. Dado que los utilitaristas clásicos consideraban que la rectitud de una acción era función de los beneficios de sus consecuencias, y que los beneficios de un estado estaban en sí mismo en función de la felicidad que contenían, el felicific calculus podía, al menos en principio, establecer el estatus moral de cualquier acto.
El felicific calculus es uno de los objetivos primordiales de la teoría de la elección social. Su pregunta central es ¿cómo construir una función de utilidad social respetuosa de las preferencias individuales? La teoría de la elección social, entonces, recupera el sentido sensorial del principio de utilidad. 
El valor de un placer o dolor para una persona será mayor o menor según: 
- Su intensidad (cuán intensa es).
- Su duración (por cuánto tiempo).
- Su certeza (cuán seguro es su logro).
- Su proximidad (cuán pronto).

Para estimar el acto que origina ese placer o dolor habrá que considerar otras dos circunstancias: 
- Su fecundidad (si conducirá a otros placeres).
- Su pureza (cuánto dolor le acompaña).

Para calcular el valor de un placer o dolor para un conjunto de personas se tendrá en cuenta una séptima circunstancia: 
- Su extensión (qué número de individuos se ve involucrado).

Cada acción que nos proponemos realizar debe medirse en función de la cantidad de unidades de placer que obtenemos o esperamos obtener en cada categoría. 
La acción más correcta (la más ética) será la que dé un total más alto de puntos.
- Datos: Q375444